# Jack Sparrow
Il capitano Jack Sparrow è un personaggio immaginario e il protagonista della saga cinematografica Pirati dei Caraibi, dove è interpretato dall'attore Johnny Depp (e, nel flashback di Pirati dei Caraibi - La vendetta di Salazar in cui compare da giovane, da Anthony De La Torre con il volto di un giovane Depp sovrapposto in CGI). 
Ideato da Gore Verbinski, Terry Rossio, Ted Elliott e Johnny Depp, è stato intrepretato da quest'ultimo basandosi sulla personalità del chitarrista Keith Richards (interprete del padre di Jack, il capitano Edward Teague nel terzo, quarto e quinto film), su vari elementi rock e su aspetti di altri personaggi cinematografici (ad esempio il movimento delle mani simile a Tuco in Il buono, il brutto, il cattivo). Inizialmente doveva essere un personaggio minore ma venne enormemente adorato dagli scrittori e dal regista soprattutto per l'interpretazione di Johnny Depp e così il personaggio di Jack venne riscritto divenendo il protagonista.
Jack Sparrow è comparso per la prima volta nel 2003 in La maledizione della prima luna e poi nei successivi sequel Pirati dei Caraibi - La maledizione del forziere fantasma (2006), Pirati dei Caraibi - Ai confini del mondo (2007), Pirati dei Caraibi - Oltre i confini del mare (2011) e Pirati dei Caraibi - La vendetta di Salazar (2017).
Il personaggio di Jack Sparrow è divenuto un cult e un'icona per il mondo moderno, e oltre a essere apparso in molti videogiochi, il personaggio ha ispirato due serie di libri per ragazzi dal titolo Pirates of the Caribbean: Jack Sparrow, in cui viene raccontata la sua adolescenza, e Pirates of the Caribbean: Legends of the Brethren Court, in cui sono narrate le sue prime avventure da pirata, entrambe scritte da Rob Kidd. Nel 2011 è stato pubblicato un romanzo prequel scritto da A. C. Crispin intitolato Pirates of the Caribbean: The Price of Freedom in cui sono raccontate le avventure di Jack come mercante della Compagnia delle Indie Orientali.

## Biografia del personaggio

### Passato

#### Primi anni
Il passato di Jack Sparrow è narrato più chiaramente in alcuni romanzi per ragazzi che anticipano gli eventi di La maledizione della prima luna. Jack è figlio del pirata Edward Teague, il custode del codice dei pirati, e fu chiamato così come il fratello di Edward, Jack Teague. In Pirates of the Caribbean: The Complete Visual Guide si scopre che Jack è nato nell'Oceano Indiano a bordo di una nave durante un tifone e che è stato addestrato nell'arte della scherma da un italiano.
Per quanto riguarda la data di nascita, nel romanzo prequel The Price of Freedom viene rivelato che Jack Sparrow aveva 25 anni quando Cutler Beckett gli affidò il comando della Wicked Wench e quindi 26 quando strinse il suo accordo con Davy Jones l'anno successivo. Tredici anni dopo questo patto si svolgono gli eventi di La maledizione del forziere fantasma, che è stato riportato essere ambientato nel 1729. Alla luce di queste informazioni si può stabilire che Jack Sparrow sia nato verosimilmente nel 1690.
Rob Kidd ha scritto una serie di libri per ragazzi intitolata Pirates of the Caribbean: Jack Sparrow, in cui si narrano le vicende di Jack Sparrow adolescente imbarcatosi con un gruppo di amici a bordo della piccola Barnacle. Questa collana è composta da 13 libri di cui solo i primi 4 sono stati pubblicati in italiano.

#### Giovane pirata
In Pirati dei Caraibi - La vendetta di Salazar si scopre che all'età di 18 anni Jack Sparrow faceva parte della ciurma della nave pirata Wicked Wench (che sarebbe poi diventata la Perla Nera). Durante una battaglia presso il Triangolo del Diavolo contro la Silent Mary, la nave del capitano Armando Salazar, spietato e malvagio cacciatore di pirati dell'Armata Spagnola, il capitano della Wicked Wench morì ma non prima di aver ceduto a Jack la sua bussola magica e il comando della nave. Jack riuscì con un trucco a fare in modo che la nave di Salazar andasse a schiantarsi contro degli scogli posti al centro del Triangolo. Salazar e tutta la ciurma perirono nell'esplosione successiva allo schianto, ma dal momento che quella grotta era un luogo maledetto, tutti loro divennero dei fantasmi e rimasero imprigionati nella grotta. Jack divenne così capitano della Wicked Wench per perderne poi il comando in circostanze sconosciute.
All'età di 20 anni, Jack liberò Christophe Julien de Rapier, un suo amico che era stato accusato di essere uno dei pirati ribelli che avevano violato il Codice dei Pirati. Alla fine Rapier rivelò di essere effettivamente uno dei pirati ribelli e rapì Jack. Dopo alcuni giorni, Jack riuscì a scappare e stanco della rischiosa e pericolosa vita da pirata decise di diventare un normale marinaio.

#### Nella Compagnia britannica delle Indie Orientali
All'età di 25 anni, Jack Sparrow lavorava per la Compagnia britannica delle Indie orientali al servizio di Cutler Beckett, direttore della Compagnia nell'Africa occidentale. Jack era inizialmente primo ufficiale a bordo del brigantino Fair Wind ma quando riuscì a salvare la nave e gran parte delle merci da un attacco di una nave pirata, Beckett gli assegnò il grado di capitano e il comando di una nave, la Wicked Wench. Tuttavia, dopo essersi rifiutato di rivelare a Beckett l'ubicazione di un prezioso tesoro, Jack fu costretto a trasportare e vendere un carico di 100 schiavi. Essendo un garante della libertà e avendo vissuto anche lui l'esperienza della prigionia, Jack liberò gli schiavi e rubò la Wicked Wench. Per punirlo, Cutler Beckett lo marchiò a fuoco con la "P" di pirata e fece bruciare e affondare la Wicked Wench.
Per riottenere la Wench, Jack arrivò a fare un debito di sangue con il malvagio Davy Jones, il signore dei mari, il quale recuperò la nave affondata, facendosi promettere che dopo tredici anni lo avrebbe avuto come membro della sua ciurma per 100 anni (perché erano 100 gli schiavi che Jack aveva liberato dalla Wench). Jack Sparrow rinominò la nave "Perla Nera" dal momento che la nave, ancora carbonizzata dall'incendio, presentava un colore nero.

#### Ritorno alla pirateria
Le avventure di Jack Sparrow subito dopo essere ritornato un pirata sono narrate nella collana di libri Pirates of the Caribbean: Legeds of the Brethren Court scritta ancora da Rob Kidd e composta da 5 libri. In questa serie Jack Sparrow è incaricato da Tia Dalma di trovare l'Oro Ombra (Shadow Gold), un elisir magico fonte di potere occulto e sovrannaturale creato dal misterioso Lord Ombra (Shadow Lord), un malvagio alchimista che è in cerca di vendetta sul Consiglio della Fratellanza. Capitan Sparrow e la ciurma della Perla Nera viaggiarono per il mondo intero in cerca delle sette fiale di oro ombra, braccati dalla Compagnia delle Indie Orientali. Alla fine, con l'aiuto di alcuni altri Pirati Nobili, in un'epica battaglia navale, Jack riuscì a sconfiggere lo scellerato alchimista che si rivelò essere il celebre pirata Henry Morgan, uno dei due autori del Codice dei pirati.
Dopo solo due anni di comando della Perla Nera, Jack Sparrow viene spodestato dal suo primo ufficiale Hector Barbossa che ha sollevato un ammutinamento. Barbossa si proclama capitano della Perla Nera e abbandona Jack su un'isola deserta lasciandogli una pistola con un solo colpo per potersi suicidare. Fortunatamente, Jack Sparrow riesce a scappare dall'isola barattando un passaggio a dei contrabbandieri che su quell'isola avevano un deposito di rum. Jack avrebbe conservato quella stessa pallottola per i 10 anni successivi con la speranza un giorno di vendicarsi di Barbossa.

### La maledizione della prima luna
Nel primo film, 10 anni dopo l'ammutinamento di Barbossa e la perdita della Perla, Jack si reca a Port Royal per requisire una nave, ma viene catturato dal Commodoro James Norrington. Quella stessa notte, Elizabeth Swann, la bella figlia del governatore, viene rapita dall'equipaggio della Perla Nera. Alleatosi con il fabbro Will Turner, figlio del suo vecchio amico Sputafuoco Bill Turner, Jack fugge dalla prigione per liberare Elizabeth e riprendersi la Perla. Jack con l'aiuto di Will riesce a rubare l'Interceptor con cui si reca a Tortuga dove recluta una ciurma che comprende anche il suo vecchio amico Joshamee Gibbs. Siccome Barbossa e la sua ciurma stanno cercando l'erede di Sputafuoco Bill per spezzare una maledizione a cui sono sottoposti, Jack spera di usare la parentela di Will con Sputafuoco come leva imbrogliando Barbossa abbandonandolo su un'isola e urlandogli il nome del figlio di Sputafuoco da lontano in modo che lui abbia la Perla Nera, Will ed Elizabeth siano salvi e Barbossa rimanga bloccato sull'Isla DeMuerta. Questo piano viene ostacolato quando Barbossa cattura Will e abbandona Jack ed Elizabeth sulla stessa isola deserta dove Jack era stato abbandonato 10 anni prima. I due vengono salvati dal Commodoro Norrington che, su richiesta di Elizabeth, accetta di andare a Isla de Muerta per salvare Will. Alla fine, Will riesce a spezzare la maledizione permettendo a Jack di uccidere Barbossa sparandogli al cuore con il colpo che conservava da 10 anni. Jack viene purtroppo imprigionato da Norrington che lo riporta a Port Royal per essere ingiustamente giustiziato, ma il capitano, con l'aiuto di Will, riesce a sfuggire e torna a bordo della Perla Nera, (riconquistata da Gibbs e la ciurma) ritornando a esserne capitano.

### La maledizione del forziere fantasma
Nel secondo film, Jack tenta di fuggire dal temibile Davy Jones, al quale aveva venduto l'anima per recuperare la nave che gli era stata affondata da Lord Cuttler Beckett. Alleatosi nuovamente con Will, Elizabeth e Tia Dalma, una sacerdotessa voodoo nonché sua vecchia conoscenza, Jack tenta di impossessarsi del forziere di Davy Jones, il quale contiene il cuore del pirata. Jack vuole il cuore per costringere Jones a richiamare il Kraken, una bestia marina che lo stava cacciando. Il cuore viene infine rubato da James Norrington e Davy Jones evoca il Kraken per attaccare la Perla Nera. Elizabeth, che ha capito che il Kraken vuole solo Jack e non la ciurma, distrae con un bacio appassionato Jack e lo lega all'albero maestro così da assicurare a lei, a Will e ai pochi superstiti la salvezza. Poco dopo, il mostro ritorna e affonda la Perla Nera con Jack Sparrow a bordo.

### Ai confini del mondo
Nel terzo film, Jack è intrappolato assieme alla Perla Nera nello Scrigno di Davy Jones, nel mondo dei morti. Liberato dalla sua ciurma e dal suo vecchio nemico Barbossa, resuscitato da Tia Dalma per guidare la ciurma verso i confini del mondo, Jack scopre che ora Davy Jones è obbligato a servire Cutler Beckett, che è in possesso del suo cuore. Venuto a sapere anche che lo stesso Beckett ha dato ordine di eliminare il Kraken, si lascia convincere da Barbossa a partecipare al Consiglio della Fratellanza, una riunione dei nove pirati più influenti del mondo, detti Pirati Nobili, del quale Jack e Barbossa sono membri. Il consiglio, dopo un acceso dibattito, decide di dichiarare guerra alla Compagnia delle Indie Orientali e all'Olandese Volante: il consiglio ne esce vincitore, mentre sia Cutler Beckett che Davy Jones soccombono. A seguito della vittoria, Barbossa sottrae nuovamente il comando della Perla Nera a Jack, il quale però aveva preventivamente sottratto a Barbossa le carte nautiche che portano ai confini del mondo e si imbarca su una piccola scialuppa alla ricerca di nuovi tesori e di un modo per ottenere l'immortalità: la Fonte dell'eterna giovinezza.

### Oltre i confini del mare
Nel quarto film, circa 19 anni dopo gli eventi di Ai confini del mondo, Jack Sparrow si trova a Londra per liberare il suo vecchio primo ufficiale Joshamee Gibbs. Jack inoltre viene a sapere da Gibbs che qualcuno sta falsamente mettendo in giro la voce che lui sta reclutando una ciurma per intraprendere un viaggio alla Fonte della giovinezza. Questa voce arriva anche a Giorgio II di Gran Bretagna, che fa catturare Jack e lo fa portare in udienza nel suo palazzo proponendogli di guidare una spedizione verso la Fonte. Qui Jack viene a sapere dal suo rivale Hector Barbossa, ora un corsaro al servizio della corona britannica, che la Perla Nera è affondata. Jack riesce a fuggire dal palazzo reale e scopre chi è l'impostore che mette i giro quelle voci: l'affascinante Angelica, una donna del suo passato. Angelica rapisce Jack e lo porta a bordo della Queen Anne's Revenge, la nave del famigerato pirata Barbanera, padre della donna, che ha intenzione di usare Sparrow per arrivare alla fonte della giovinezza. A Barbanera era infatti stato profetizzato che sarebbe stato ucciso da "un uomo senza una gamba" (Hector Barbossa). A bordo della Revenge, Jack inoltre scopre che la Perla Nera non è affondata, bensì catturata e trasformata magicamente in una nave in bottiglia da Barbanera. Dopo una serie di avventure, Jack si allea con Barbossa che ha intenzione di uccidere Barbanera per vendicarsi di avergli sottratto la Perla Nera. Dopo aver raggiunto la fonte della giovinezza, scoppia una battaglia tra la ciurma di Barbossa e quella di Barbanera che si conclude con la vittoria di Barbossa e con la distruzione della fonte da parte di una spedizione spagnola. Jack tramite la fonte riesce a salvare Angelica (ferita mortalmente con del veleno) trasferendole la linfa vitale del padre Barbanera. Infine, dopo essersi ricongiunto con il fidato Joshamee Gibbs, Jack rientra in possesso della Perla Nera (che Gibbs ha rubato dalla nave di Barbanera), non avendo però idea di come tirarla fuori dalla bottiglia.

### La vendetta di Salazar
Nel quinto film, lo strampalato capitano Jack Sparrow è caduto in disgrazia poiché tutte le sue ricerche di tesori falliscono miseramente e prova quindi a fare il ladro cercando di rubare la cassaforte della banca di Saint Martin, l'isola in cui lui e la sua ciurma sono attualmente bloccati, ma fallisce anche questo sebbene il pirata sia riuscito nel non ferire innocenti. Lasciato dalla sua ciurma, Jack si abbandona all'alcool e, in preda alla disperazione, arriva addirittura a barattare la sua bussola magica per una bottiglia di rum. Tuttavia a sua insaputa la bussola, tradita dal suo padrone, libera il terrificante capitano Armando Salazar, vecchio nemico di Jack, dall'infernale Triangolo del Diavolo. Salazar, insieme alla sua ciurma costituita da temibili marinai fantasma, è determinato a uccidere il pirata che, anni prima, lo aveva intrappolato tramite uno stratagemma nel Triangolo. Jack, ritrovandosi in una situazione disperata, si mette assieme al giovane figlio di Will e di Elizabeth, Henry Turner, e all'affascinante astronoma Carina Smyth alla ricerca del leggendario tridente di Poseidone, un potente manufatto che dona al suo possessore il controllo totale sui mari. Jack, Henry, Carina e il suo vecchio rivale ma alleato Hector Barbossa riescono a trovare e a distruggere il tridente, annullando così tutte le maledizioni del mare, compresa quella di Salazar e della sua ciurma che ritornano mortali. Nella fuga dalla Tomba di Poseidone (il luogo in cui era nascosto il Tridente), Barbossa si sacrifica per salvare Carina, sua figlia, uccidendo definitivamente Salazar e cadendo con lui negli abissi. Infine, Jack Sparrow torna finalmente al comando della Perla Nera (liberata dalla bottiglia dal Capitan Barbossa con la sua spada magica) con Gibbs, Scrum, Marty, la scimmia Jack, Murtogg e Mullroy al suo fianco. Tuttavia a sua insaputa la distruzione del tridente, senza saperlo, ha rotto anche la maledizione del cuore di Davy Jones, che ritorna così in vita: non essendo più legato dalla sua maledizione può tramare vendetta nei confronti di coloro che lo avevano ucciso, tra cui Jack, Will ed Elizabeth.

## Concezione e sviluppo

### La nascita di Jack Sparrow

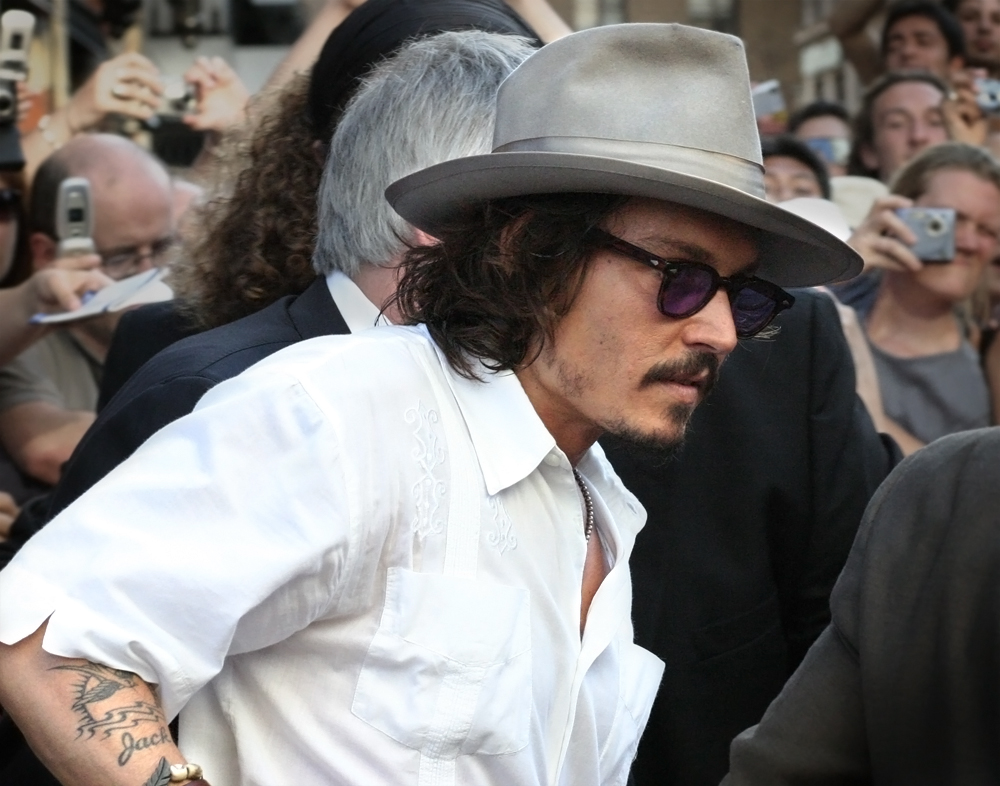
Johnny Depp alla première di Pirati dei Caraibi - La maledizione del forziere fantasma

Quando stavano scrivendo la sceneggiatura di Pirates of the Caribbean: The Curse of the Black Pearl (titolo originale di La maledizione della prima luna) gli sceneggiatori Terry Rossio e Ted Elliott avevano pensato a Jack Sparrow come personaggio di supporto, citando Bugs Bunny e Groucho Marx come influenze.
Johnny Depp aveva intenzione di girare un film per famiglie e, nel 2001, mentre visitava la Walt Disney Studios venne informato riguardo alla produzione di un film sui pirati. Depp accettò il ruolo di Jack Sparrow, poiché era eccitato dalla possibilità di rilanciare un vecchio genere di Hollywood; inoltre era rimasto molto colpito dalla sceneggiatura. Così venne assunto il 10 giugno 2002.
Sul set, nonostante sapesse del ruolo secondario destinato al personaggio, Depp sorprese la troupe e il resto del cast apportando a Jack Sparrow numerosi cambiamenti e modellandolo con tono moderno e rock ispirato al chitarrista dei Rolling Stones Keith Richards e all'atteggiamento del personaggio dei Looney Tunes, Pepè la puzzola. Gore Verbinski e Jerry Bruckheimer, rispettivamente regista e produttore del film, vollero dare fiducia a Depp e al suo personaggio e decisero anche di renderlo protagonista, poiché sarebbe stato un antieroe, sì fiero, ma al tempo stesso comico. A questa scelta concorreva anche la perplessità sull'impostazione che Orlando Bloom voleva dare al proprio personaggio, Will Turner, ritenuta troppo vicina a "Errol Flynn". Depp ha anche improvvisato il finale del primo film, "Ora, portami all'orizzonte.

### Personalità e sviluppo nei sequel
Il personaggio di Jack Sparrow è stato definito come "un giovane Burt Lancaster", in quanto rappresenta un pirata etico, contrariamente a Hector Barbossa che invece è un corrotto.
A prima vista Jack sembra un pirata semplice, dedito a rum e scorribande, con parole confuse, mani agitate e un passo ciondolante e instabile che lo fa sembrare un ubriacone poco brillante. Molti personaggi, come James Norrington, Will Turner, Hector Barbossa, ecc, lo considerano inizialmente uno scellerato vagabondo e inaffidabile. In seguito dimostra più volte di essere scaltro, calcolatore, eccentrico, superbo, narcisista e imprevedibile, ma anche molto solidale verso i suoi compagni, leale e altruista, qualità che lo rendono un antieroe sotto forma di "un pirata e un brav'uomo".
Le caratteristiche che maggiormente risaltano in Jack sono il suo sguardo freddo e sottile e l'enigmatico sorriso, dettagli che lo rendono ambiguo e indecifrabile, senza che si possa dire se sia mosso da propositi buoni o crudeli. Alla fine, nel corso delle avventure, è la sua indole buona a prevalere dimostrando grande intelligenza, altruismo, grande cuore, fierezza, fascino e solidarietà. Secondo gli sceneggiatori Ted Elliott e Terry Rossio, Sparrow è un imbroglione che usa l'arguzia e l'inganno per raggiungere i suoi obiettivi, preferendo porre fine alle controversie verbalmente invece che con la forza.
Nel secondo film, che si svolge un anno dopo gli eventi del primo, Jack è chiuso ancora di più in sé stesso e ha sviluppato una corazza emotiva. Inoltre lotta per diventare cattivo, temendo che la sua onestà sia portatrice di guai; eppure è il suo buon cuore a ricondurlo sui suoi passi. Infatti, piuttosto che lasciare 100 anime innocenti a Davy Jones, preferisce minacciarlo nonostante le disastrose conseguenze; si apre emotivamente e tenta di essere sé stesso, ma Elizabeth lo tradisce e lo abbandona al Kraken; nel terzo film, nonostante la pazzia e l'isolamento dovuti alla prigionia nello Scrigno di Davy Jones, sceglie ancora di essere sé stesso, perdona Elizabeth e, al fine di salvare Turner, rinuncia alla possibilità di diventare immortale.
Jack può essere infido ma col proposito di garantire la salvezza ai suoi amici e di prevaricare su avversari più forti. Membro del Consiglio della Fratellanza, Jack è un uomo leale (sebbene a volte dimostri il contrario), responsabile, ma al tempo stesso ironico, intelligente, simpatico, scaltro e affascinante, che non si arrende mai, nemmeno nelle situazioni più tristi.
Sebbene sia un abile spadaccino, Sparrow preferisce usare la sua intelligenza superiore durante il combattimento per ribaltare la situazione a suo vantaggio, improvvisando con stratagemmi talvolta al limite della follia, e ragionando: "Perché combattere quando puoi negoziare?". Usa strategie di negoziazione non violenta e mette i suoi nemici l'uno contro l'altro. Invoca colloqui e tenta i suoi nemici lontano dalle loro intenzioni omicide, incoraggiandoli a vedere il quadro più ampio, come fa quando convince Barbossa a ritardare il ritorno alla forma mortale, in modo da poter combattere la Royal Navy. Usa spesso giochi di parole e vocaboli complessi per confondere i suoi nemici o trovare sostenitori alla propria causa, come accaduto presso il concilio della fratellanza dei pirati nel terzo film, e si suggerisce che il suo pacifismo possa essere una delle ragioni per cui Barbossa e l'equipaggio della Perla Nera si ammutirarono.
Sparrow insiste per essere chiamato "Capitano" e spesso dà l'addio: "Questo è il giorno che voi tutti ricorderete come il giorno in cui avete quasi catturato il capitano Jack Sparrow!", che a volte è umoristicamente interrotto.
Nonostante i suoi numerosi atti eroici, Sparrow è un pirata e un personaggio moralmente ambiguo. Quando accetta di scambiare 100 anime, incluso Will, con Davy Jones in cambio della sua libertà, Jones chiede a Sparrow se può "condannare un uomo innocente, un amico, a una vita di servitù in tuo nome mentre vaghi libero?" Dopo un'esitazione, Sparrow risponde allegramente: "Sì! Sono bravo!". Accumula incautamente debiti con Anamaria, Davy Jones e gli altri signori dei pirati. In un momento di codardia, Sparrow abbandona il suo equipaggio durante l'attacco del Kraken, ma la lealtà e la moralità lo costringono a tornare e salvarli. Afferma di essere un uomo di parola, ed esprime sorpresa che le persone dubitino della sua veridicità; non c'è omicidio nella sua fedina penale.
Depp ha basato in parte il personaggio su Pepé Le Pew, una puzzola donnaiolo dei Looney Tunes. Sparrow afferma di avere un "incredibile senso intuitivo della creatura femminile", sebbene le sue conquiste siano spesso lasciate con un ricordo amaro di lui. Le ex fiamme, Scarlett e Giselle, di solito lo schiaffeggiano. Il suo fascino spiritoso attrae facilmente le donne e persino Elizabeth mette in dubbio i suoi sentimenti.
Dopo il successo del primo film, gli autori decisero che il secondo film avrebbe concesso maggior rilievo ad altri personaggi, mentre il ruolo di Jack sarebbe stato ridimensionato. In" Ai confini del mondo" torna ad avere maggiore spessore, ancora di più rispetto alla prima pellicola, e gli scrittori continuarono così a concentrare il futuro del franchise proprio su di lui, come dimostrato nei capitoli quattro e cinque della saga. Per delinearne le debolezze gli sceneggiatori idearono le vicende ambientate nell'isola dei cannibali. Queste scene stanno a significare che il personaggio è in pericolo sia a terra sia in mare. Nel film viene anche sottolineata l'attrazione che Jack prova per Elizabeth Swann, sentimento che il personaggio tenta di giustificare, ma che è destinato a morire, poiché cade vittima del Kraken per colpa della ragazza.
Pirati dei Caraibi - Ai confini del mondo è servito agli autori per restituire al personaggio quel pizzico di follia che mancava nell'avventura precedente.. Tale caratteristica è principalmente sottolineata nei momenti in cui Jack si trova nello scrigno di Davy Jones o quando desidera l'immortalità. Jack, tuttavia, come si percepisce alla fine del terzo film, abbandonerà il desiderio di immortalità, per non finire come Davy Jones e la sua ciurma e per salvare Will da morte certa. Successivamente Jack si imbarca su una piccola scialuppa con l'intenzione di raggiungere la Fonte dell'eterna giovinezza, evento su cui gli autori ipotizzarono di creare un ulteriore sequel della saga. Lo sceneggiatore Terry Rossio cominciò, quindi, a scrivere la storia del quarto episodio, mentre il produttore Jerry Bruckheimer citò, nell'evenienza, la possibilità di realizzare alcuni spin-off riservati ai personaggi chiave. Gore Verbinski puntualizzò sul fatto che avrebbe preferito un'avventura poco confusa, che permettesse un adeguato sviluppo di Jack Sparrow.
Già nel secondo film, inoltre, gli autori avevano intenzione di ingaggiare Keith Richards per interpretare il ruolo di Edward Teague, padre di Jack Sparrow. Richards aveva accettato di fare un cameo, ma a causa del tour mondiale dei Rolling Stones venne rimandato al terzo capitolo con un ruolo maggiore dato che appare in più di una scena. e nel quarto episodio della serie.
Il quarto film Pirati dei Caraibi - Oltre i confini del mare è ispirato alla trama del romanzo Mari Stregati di Tim Powers, nonostante in un primo tempo la produzione avesse pensato al quarto film come un prequel che narrasse il passato di Jack Sparrow. Il film è servito agli autori per delineare altre debolezze di Jack, principalmente legate alla figura di Angelica, figlia di Barbanera in quanto egli non sa se la donna sia innamorata di lui o se sia un trucco per trovare la leggendaria fonte della giovinezza. Jack le dimostrerà affetto nonostante non sappia se temerla o il di lei padre Barbanera.
Il quinto film Pirati dei Caraibi - La vendetta di Salazar mostra un Jack Sparrow caduto in rovina, abbandonato all'alcool ma che deve fare fronte al suo vecchio nemico, il fantasma non-morto Armando Salazar, che vuole vendicarsi su di lui. Jack stringe un'improbabile alleanza con Henry Turner, figlio dei suoi vecchi amici Will Turner ed Elizabeth Swann, e Carina Smyth, figlia illegittima di Barbossa. Riguardo alla situazione di Jack nel quinto film il regista Joachim Rønning ha detto che "Ha perso la fortuna. E la fortuna era un essenziale elemento della sua vita. Non è più un capitano, non può nemmeno stare più sul mare" e per quanto riguarda il suo atteggiamento "non è più sull'oceano, è un terrestre ed è infelice, non è più il capitano Jack, è solo Jack". Tuttavia, dopo aver sconfitto Salazar e distrutto il Tridente di Poseidone, Jack Sparrow riottiene la sua fortuna e torna a essere il grande ed eccentrico capitano di un tempo, al comando dell'amata Perla Nera, pronto a salpare oltre il suo amato orizzonte.

### Make-up e aspetto

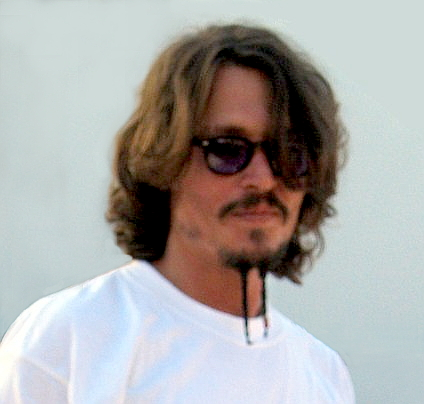
Johnny Depp nel 2006 con un look simile a quello di Jack Sparrow

Johnny Depp ha indossato una parrucca per ritrarre i dread di Sparrow. Tale parrucca non è la stessa in ogni film, infatti a partire dal quarto film è costituita anche da ciocche di capelli biondi. La parrucca è, inoltre, piena di vari oggetti, tra cui perline; l'idea che il personaggio indossi molti oggetti nei capelli deriva da un'abitudine del chitarrista Keith Richards. Tra questi oggetti ci sono varie perline, il pezzo da otto di Jack è una tibia di una renna. Un altro elemento scelto dall'attore è il kohl sotto gli occhi, che vuole essere un riferimento ai nomadi che utilizzano tale pittura per proteggersi dal sole. I denti d'oro del personaggio (di cui due appartenenti a Depp) venivano applicati all'attore prima delle riprese, ma, dal secondo film in poi, l'attore ha deciso di mantenerli permanentemente.
Il famoso cappello di cuoio è stato aggiunto proprio da Johnny Depp per contraddistinguere Jack Sparrow dagli altri personaggi. Nel secondo film, il cappello di Jack, venne fabbricato anche di gomma in modo che potesse galleggiare in acqua. Il vestito di Jack comprende una leggera redingote, un tweed di lino e seta fatto di vari colori. La camicia di Jack del primo film era di un tessuto fragile e non era adatta alle acrobazie del personaggio e questo portò gli autori a cambiarla nei successivi sequel con una di lino, molto più leggera e resistente. Degli stivali di Jack furono realizzate 12 paia identiche. Durante le scene in cui Jack si trovava in spiaggia e si bagnava i piedi, gli autori decisero di sostituire gli stivali con alcuni privi di tacco e di suola, in maniera tale da permettere all'attore di poter camminare senza problemi. La cintura di Jack presenta varie curiosità; ad esempio, nel primo film, il personaggio indossava solo una cintura, mentre dal secondo film in poi due. Sulla cintura, inoltre, si trovano diversi oggetti, tra cui le zampe di un animale selvatico, una zampa di gallina (simbolo, a detta di Depp, di "fertilità").
Le armi di Jack sono state fabbricate e comprate a Londra e sono autentici pezzi del XVIII secolo: la spada risale al 1740, mentre la sua pistola è del 1760. La bussola di Jack compare in tutti i film della serie. La bussola nella storia non punta mai verso il nord, ma verso la cosa che più si desidera al mondo. Tale potere è stato aggiunto nel secondo film, mentre nel primo tale abilità non viene esplicitata da Sparrow, nonostante la utilizzi un paio di volte per trovare l'Isla de Muerta. Nel secondo film, la bussola ha subito alcune modifiche: ad esempio gli autori hanno deciso di utilizzare una calamita per far girare la freccia in maniera tale da contraddistinguerla con una bussola normale. Sparrow indossa quattro anelli nel corso dei film. Alcuni di questi sono di proprietà dello stesso Depp, altri invece sono riproduzioni di altri anelli appartenenti ad amici dell'attore. Nella storia l'anello d'oro è stato rubato da Jack a una vedova spagnola sedotta dal pirata, mentre l'anello con il drago verde è un chiaro riferimento alle avventure di Sparrow nell'Estremo Oriente. Altre caratteristiche sono il pizzetto diviso in due trecce, il marchio che Sparrow possiede a causa di Cutler Beckett a forma di "P" e numerosi tatuaggi, tra cui uno su cui è incisa l'intera poesia Desiderata.
Depp volle fortemente indossare una collana di alluci nelle scene in cui si trova sull'isola dei cannibali e uno scettro, che l'attore chiese in prestito a un suo amico.

## Accoglienza

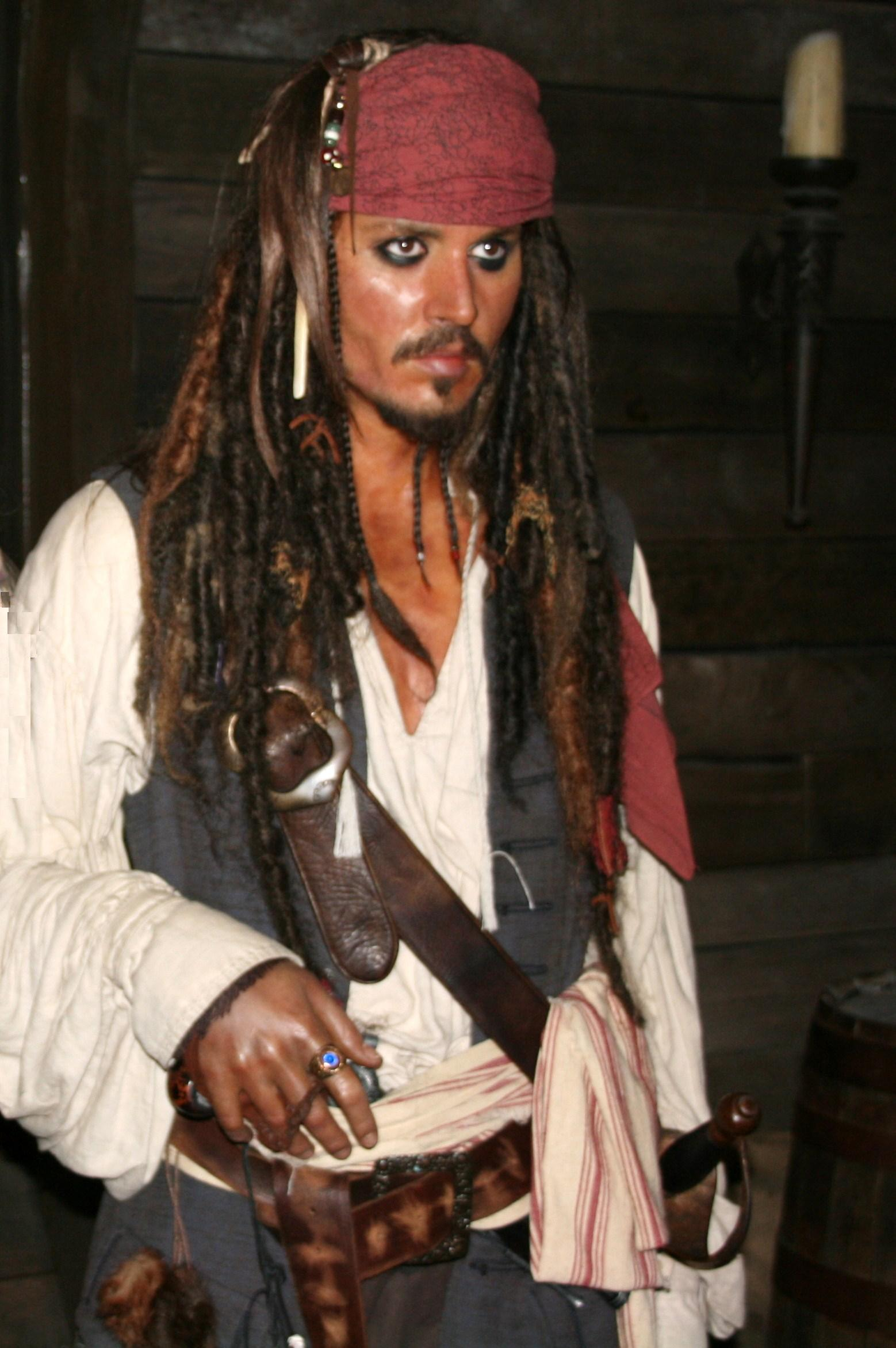
La statua di Jack Sparrow nel museo delle cere Madame Tussauds (Londra)

Durante le riprese de La maledizione della prima luna, i dirigenti Disney furono inizialmente confusi dalla performance di Depp e lo accusarono di aver rovinato il film e di non essere un attore adatto a un sistema di studio cinematografico tradizionale. Altri produttori definirono Jack Sparrow "ubriaco o gay" e per questo molti dirigenti della casa di produzione iniziarono a temere che l'eccessiva effeminatezza del personaggio allontanasse il pubblico delle famiglie dalle sale.
(Johnny Depp racconta le accuse contro Jack Sparrow)
Nonostante le polemiche, il personaggio riscontrò subito un ottimo successo sia di pubblico sia di critica. Bill Nighy, ha descritto il ruolo di Johnny come "uno dei più popolari ruoli degli ultimi tempi". Secondo quanto riporta "Fandango", Johnny Depp è considerato una delle ragioni per la quale il pubblico vuole vedere il film. Depp, che rimase sorpreso e commosso dalla positiva accoglienza con la quale è stato accolto il film, ricevette una nomination all'Oscar e al Golden Globe per questo ruolo, al quale seguirono una nomination nel 2007 agli Empire Awards, e delle vittorie ai MTV Movie Award, People's Choice Award e Nickelodeon Kids' Choice Awards.
Quando il secondo film arrivò a incassare più di un miliardo di dollari in tutto il mondo, Ian Nathan ha attribuito il successo del film alla popolarità di Jack Sparrow. Empire ha classificato Jack Sparrow all'ottavo posto nella classifica dei più grandi personaggi cinematografici di tutti i tempi. Nel 2006, secondo un sondaggio, il costume di Jack Sparrow è stato quello più popolare. Nel 2007, un altro sondaggio ha classificato Jack Sparrow al secondo posto nella classifica degli eroi live-action preferiti, secondo solo a Indiana Jones. Sempre nello stesso anno Jack Sparrow è stato definito uno dei personaggi più popolari interpretati da Depp.
Emanuel Levy ha definito Jack Sparrow il personaggio iconico degli anni 2000, mentre Todd Gilchrist ha rivelato che il personaggio sarà l'unico elemento dei film a rimanere in eterno nella cultura popolare cinematografica. Secondo Sharon Eberson, la popolarità del personaggio è dovuta al suo lato sleale e irresponsabile. IGN ha classificato il personaggio tra i dieci fuorilegge preferiti.

## Altri media
Jack Sparrow è presente nel secondo e terzo capitolo dei videogiochi Kingdom Hearts nel mondo di Port Royal e dei Caraibi.
Compare anche nel gioco Sea of Thieves assieme a Mr. Gibbs, Davy Jones e vari altri elementi della serie cinematografica.
In un episodio speciale della serie animata del 2005 di Doraemon, Doraemon, Nobita e gli altri combattono una battaglia pirata alla fine del XVI secolo. Nell'episodio appare un personaggio chiamato "Capitano Johnny", ispirato a Johnny Depp.